# Eupsophus insularis
Eupsophus insularis é uma espécie de anfíbio  da família Leptodactylidae.
É endémica do Chile.
Os seus habitats naturais são: florestas temperadas e marismas intermitentes de água doce.
Está ameaçada por perda de habitat.